# Dagmar Haucke-Liebscher
Dagmar Margarete Haucke-Liebscher (* 31. Dezember 1944 in Bütow als Dagmar Margarete Haucke) ist eine deutsche Keramikerin.

## Leben und Werk
Dagmar Haucke-Liebscher machte 1964 das Abitur und absolvierte anschließend bis 1966 in Kröpelin eine Töpferlehre im Atelier für Kunstkeramik und Bildhauerei von Irmfried Liebscher. Von 1966 bis 1971 studierte sie bei Wolfgang Henze und Rudolf Kaiser in der Fachrichtung Keramik der Kunsthochschule Berlin-Weißensee. Seit dem Abschluss als Diplom-Designerin arbeitet sie in Bad Doberan freischaffend als Keramikerin. Sie schuf neben Gefäßen und freien plastischen Arbeiten auch baukeramische Werke wie Brunnen und Wandgestaltungen.
Von 1978 bis 1990 hatte sie einen Lehrauftrag an der Fachschule für angewandte Kunst Heiligendamm. In der Zeit der DDR unternahm sie 1985 Studienreisen in CSSR und die UdSSR und 1986 nach Schweden.
Von 1991 bis 1993 erarbeitete Dagmar Haucke-Liebscher im Auftrag des Senats der Hansestadt Rostock künstlerisch-kreative Konzepte für Kinder und Jugendliche. Ab 2005 war sie Dozentin für Plastische Gestaltung an der Jugendkunstschule Bad Doberan. Außerdem betrieb sie künstlerische Projektarbeit in allgemeinbildenden Schulen.
2021 initiierte sie mit weiteren fünf Künstlerinnen das geförderte Projekt „Pool – Ausstellung und Begegnung“, das insbesondere dazu beitragen wollte, Künstlerinnen mehr Aufmerksamkeit zu sichern.
Dagmar Haucke-Liebscher hatte in der DDR und nach der deutschen Wiedervereinigung eine bedeutende Anzahl von Einzel- und Gruppenausstellungen, darunter von 1972 bis 1984 vier Bezirkskunstausstellungen in Rostock und 2004 in Schwerin die 14. Landesweite Kunstschau des Künstlerbundes Mecklenburg und Vorpommern. 2025 richtete das Stadt- und Bädermuseum Möckelhaus in Bad Doberan ihr anlässlich des 80. Geburtstags eine Werkschau aus.
Arbeiten Dagmar Haucke-Liebschers befinden sich u. a. in der Sammlung der Kulturstiftung Rügen in Putbus.

## Mitgliedschaften
- 1972 bis 1990: Verband Bildender Künstler der DDR
- Seit 1990: Künstlerbund Mecklenburg-Vorpommern e.V. im BBK; von 2004 bis 2008 Mitglied des Vorstands
- Verband Kunst und Form e.V. Berlin
- 2004 bis 2009: Beirat des Künstlerhauses Lukas, Ahrenshoop